# Caroline Lamarche
Pour les articles homonymes, voir Lamarche.
Caroline Lamarche, née le 3 mars 1955 à Liège, est une écrivaine belge d'expression française.
Elle est l'autrice de romans, de nouvelles, de littérature jeunesse, de poèmes, de pièces radiophoniques, de textes pour la scène et sur des artistes contemporains, ainsi que de chroniques dans la presse.

## Biographie
Caroline Lamarche naît le 3 mars 1955 à Liège. Elle passe sa petite enfance en Asturies en Espagne et son enfance en région parisienne. Elle revient en Belgique à dix-huit ans, elle étudie la philologie romane. Elle a enseigné le français à Liège et au Nigeria et vit actuellement à la périphérie de Bruxelles, à Overijse.
Jeune adulte elle passe la plupart de son temps à lire. Les graves insomnies dont elle souffre cessent lorsqu’elle se lance véritablement dans l’écriture en 1990.
Ses écrits explorent la complexité des êtres, la subtilité des émotions et l’ambivalence des rapports entre les sexes, qu’elle illustre, entre autres, par La Nuit l’après-midi, un premier récit irruptif, ainsi que par deux autres ouvrages érotiques, Carnets d’une soumise de province et Mira. La mémoire de l’air, traduit à ce jour en espagnol, anglais et néerlandais, est la remémoration sobre et saisissante d’un viol. La Chienne de Naha, issu d’un séjour de plusieurs mois au Mexique, explore la condition féminine au départ d’une légende des Indiens Triqui et fait également l’objet d’une création radiophonique.
De livre en livre, Caroline Lamarche témoigne de l’interdépendance de toutes les créatures vivantes et d’une attention précoce et très vive aux questions de genre et aux problématiques environnementales.
Dès ses premiers textes elle trouve sa voix, économe et non dépourvue d’ironie jusque dans les sujets les plus graves. Elle est rapidement remarquée : prix Radio France internationale et le prix de la Fureur de lire pour ses premières nouvelles. En 1996 le prix Victor Rossel décerné pour son roman, Le Jour du chien (Éditions de minuit, 1996), la fait connaitre auprès d'un plus large public, il narre l’histoire d’un chien égaré sur une autoroute que tentent de sauver six personnages de conditions diverses qui voient en la course éperdue de l’animal un reflet de leur propre état d’âme.
Caroline Lamarche publie une dizaine de romans chez Minuit et dans la « Collection blanche » de Gallimard. Elle écrit des poèmes, des nouvelles, des pièces radiophoniques pour France Culture et en Belgique (prix SACD au Festival Phonurgia Nova, Arles 2003 pour L'Autre Langue, pièce radiophonique sur une femme francophone qui veut apprendre le néerlandais afin de lire la poésie de Leonard Nolens.
Elle écrit également des textes pour la scène (Théâtre du Festin, Montluçon, Paris, Théâtre National Bruxelles), ainsi que de nombreux textes sur des créateurs ou photographes contemporains (Berlinde De Bruyckere, Jephan de Villiers, Jeff Wall, Unica Zürn, Michaël Borremans, Marie-Françoise Plissart, Christian Carez, Gaël Turine, Cédric Gerbehaye, Kiki Smith, Kikie Crêvecœur, etc).
Reconnue comme l’une des voix les plus originales de la littérature francophone actuelle, ses livres sont traduits en plusieurs langues.
Elle est élue en octobre 2014 au siège 17 de l'Académie royale de langue et de littérature françaises de Belgique.
Son excellence dans l’art de la forme brève lui vaut en 2019 le Prix Goncourt de la nouvelle pour son recueil Nous sommes à la lisière (Gallimard 2019). Neuf nouvelles qui nous placent à la frontière de deux mondes, «là où se croisent humains en déroute et animaux semi-sauvages». On y croise une cane blessée, un cheval, un rat, une colonie de fourmis, un hérisson ou un merle et quelques femmes, hommes ou enfants qui traversent une épreuve personnelle.
La même année, elle est commissaire d'exposition pour Lisières, exposition au musée Art & Marges situé à Bruxelles. De manière générale elle est souvent sollicitée par les musées et les artistes, les arts visuels étant pour elle la prolongation de son rapport inaugural intense aux rêves nocturnes.
Elle surprend ensuite avec un récit documentaire basé sur un vaste matériel d’archives familiales et industrielles, L’Asturienne (Les Impressions nouvelles, 2021). La Fin des abeilles (Gallimard, mars 2022) est un hommage à sa mère. Elle y aborde la difficulté de vieillir mais aussi la souffrance que peut ressentir l’entourage face au déclin progressif d’une personne. Le récit parle aussi du problème que rencontre la société face à l’encadrement des aînés et revient plus particulièrement sur les conditions désastreuses dans lesquelles étaient plongées les personnes âgées dans les maisons de retraite durant le confinement.
Active sur plusieurs fronts comme citoyenne et comme autrice, elle tient par ailleurs une chronique régulière au sein de l'hebdomadaire belge Le Vif/L'Express et contribue, entre autres, au magazine Wilfried et aux revues Imagine, Dérivations, ainsi qu’à la NRF, la revue féministe Axelle et à la revue AOC.
Dernièrement elle a effectué un vaste travail de recueil de témoignages auprès du personnel des hôpitaux en temps de covid en lien avec des photographes œuvrant sur ces terrains (Gaël Turine et Cédric Gerbehaye). Ainsi qu’une présence auprès des victimes des inondations de 2021 en Wallonie, avec la photographe Françoise Deprez.  
Son éclectisme, sa mobilité, la nécessité qui guide son écriture reflètent un tempérament aussi curieux que vivace et d’une grande cohérence malgré la multiplicité des tâches qu’elle aborde.

## Œuvre

### Romans
- Le Jour du chien[28], Éditions de Minuit, 1996, prix Victor Rossel
- La Nuit l'après-midi[29], Éditions Spengler, 1995 ; Éditions de Minuit, 1998
- L'Ours[30], Gallimard, 2000
- Lettres du pays froid[31], Gallimard, 2003
- Carnets d'une soumise de province[32], Gallimard, 2004
- Karl et Lola[33], Gallimard, coll. « Blanche », 2007  (ISBN 2070784185)
- La Barbière[34], Les Impressions nouvelles, 2007
- La Chienne de Naha[35], Gallimard, 2012
- La Mémoire de l’air[36], Gallimard, 2014
- Dans la maison un grand cerf[37], Gallimard 2017
- L’Asturienne[38], Les Impressions nouvelles, 2021
- La Fin des abeilles[39], Gallimard, 2022
- Cher instant je te vois[40], Verdier, 2024

### Nouvelles
- Le Rêve de la secrétaire, éditions L’Esperluète[41]2002
- J'ai cent ans, nouvelles, Le Serpent à Plumes[42] 1999, rééd. Le Rocher/Le Serpent à Plumes 2006
- Mira[43], Les Impressions nouvelles, 2013  (ISBN 9782874491788)
- Nous sommes à la lisière[44], nouvelles[45], Gallimard 2019, prix Goncourt de la nouvelle 2019.

### Poésie
- L’Arbre rouge, Caractères, 1991
- Twee vrouwen van twee kanten / Entre-deux avec Hilde Keteleer, poèmes, Le Fram 2003
- Enfin mort[46], Le Cormier, 2014
- Le Festin des morts, Tétras Lyre, 2014. Dessins d'Aurélie William Levaux.
- Papier-collants, sur des collages érotiques de Nathalie Amand[47], édition La Pierre d’Alun, 2018.
- Quatre questions pour un passage, photographie Françoise Deprez, Éditions Caedere, 2025

### Ouvrages pour la jeunesse
- Le Phoque[48], Éditions du Rouergue, 2008. Illustrations Goele Dewanckel.
- La Poupée de Monsieur Silence, Frémok[49], 2018. Illustrations Goele Dewanckel  (ISBN 9782390220121).
- Tetti, la sauterelle de Vincent,[50], illustrations Pascal Lemaître Éd. Pastel-L'École des loisirs, 2021  (ISBN 9782211307574).
- Mille arbres, Aurélia Deschamps (ill.)[51], Bruxelles, CotCotCot éditions, coll. « Combats », 2022  (ISBN 9782930941264).

### Fictions et documentaires radio
- Cobalt et Pétrole, cette pièce radiophonique, objet d'une commande de France Culture, a été réalisée par Claude Guerre en avril 2002.
- L’Aveugle de Nazareth, diffusion sur France Culture le 10 décembre 2002, réalisation Jacques Taroni.
- L’Âme et la viande, diffusion sur France Culture en février 2003, réalisation Jacques Taroni.
- L’Autre Langue, diffusion en 2003 sur Radio-Panique, RTBF, France Culture (ACR).
- L’Autoroute de trop, diffusion le lundi 2 mai 2004 sur la RTBF, La Première, émission Par ouï-dire, production Pascale Tison.
- L’Enfant que le soleil n’aimait pas, réalisation Christine Bernard-Sugy pour France Culture, Histoires d’écoute, décembre 2004.
- Sanguine, réalisation Myron Meerson pour France Culture, Mauvais genre, mars 2005.
- La Chienne de Naha, avec le soutien de la Communauté française de Belgique, de la SACD - SCAM et de la RTBF. 2007.
- Loin du petit paradis, enregistrement le 17 janvier 2008 au centre Flagey à Bruxelles.
- Crimen Amoris, documentaire radiophonique à l’occasion de l’exposition Verlaine Cellule 252[52], présentée au Beaux-Arts de Mons du 17 octobre 2015 au 24 janvier 2016.
- Deux héros si discrets, RTBF, 2020[53]
- Ton fichu optimisme, Eqla, 2022[54].

### Romans graphiques
- Dix ans[55],[56], Cambourakis, Paris, 3 mai 2023
Scénario : Caroline Lamarche - Dessin et couleurs : Paul Mahoux -  (ISBN 2-8001-0912-2)

## Prix et distinctions
- Prix biennale Robert Goffin 1991 (Poésie) ;
- prix Radio France Internationale 1994 ;
- prix Fureur de lire 1994 ;
- prix Franz de Wever de l'Académie royale de langue et de littérature de Belgique 1996 pour J'ai cent ans[57] (nouvelles) :
- prix Rossel en 1996[58] pour Le jour du chien (Éditions de Minuit) ;
- Prix SACD au Festival Phonurgia Nova[59]Arles 2003 pour L'autre langue (fiction radio) ;
- prix Europe[60] de l’ADELF 2017 pour Dans la maison un grand cerf (Gallimard) ;
- prix Scam Belgique (Société civile des auteurs multimédia, Belgique), catégorie Parcours Littérature[61],[62] ;
- prix triennal de la prose de la Fédération Wallonie-Bruxelles 2019[63] pour Dans la maison un grand cerf (Gallimard) ;
- prix Goncourt de la nouvelle, 2019[64] pour Nous sommes à la lisière (Gallimard) ;
- prix quinquennal 2020 de littérature de la Fédération Wallonie-Bruxelles[65] pour l'ensemble de son œuvre[66] ;
- Présence dans l’anthologie Best European Fiction (Dalkey Archive Press, 2018)[67]
- Citoyenne d'honneur de Liège en 2023[68].
- Commandeur de l'ordre de la Couronne (2024)[69].